# Les Portielles
Les Portielles (spanisch Las Portillas) ist ein Weiler in der Parroquia Pola de Laviana der Gemeinde Laviana in der autonomen Gemeinschaft Asturien in Spanien.

## Geographie
Les Portielles ist ein Weiler mit vier Einwohnern (2011). Er liegt auf 376 m.
Les Portielles ist 2,5 km von Pola de Laviana, dem Hauptort der Gemeinde Laviana entfernt.

## Wirtschaft
Der Weiler ist ein landwirtschaftlicher Betrieb.

Land- und Forstwirtschaft sowie der Abbau von Kohle und Eisen haben die Region seit Jahrhunderten geprägt.

## Klima
Angenehm milde Sommer mit ebenfalls milden, selten strengen Wintern. In den Hochlagen können die Winter durchaus streng werden.